# Metepeira labyrinthea
Metepeira labyrinthea är en spindelart som först beskrevs av Nicholas Marcellus Hentz 1847.  Metepeira labyrinthea ingår i släktet Metepeira och familjen hjulspindlar. Inga underarter finns listade i Catalogue of Life.